# Jean Joseph Amable Humbert

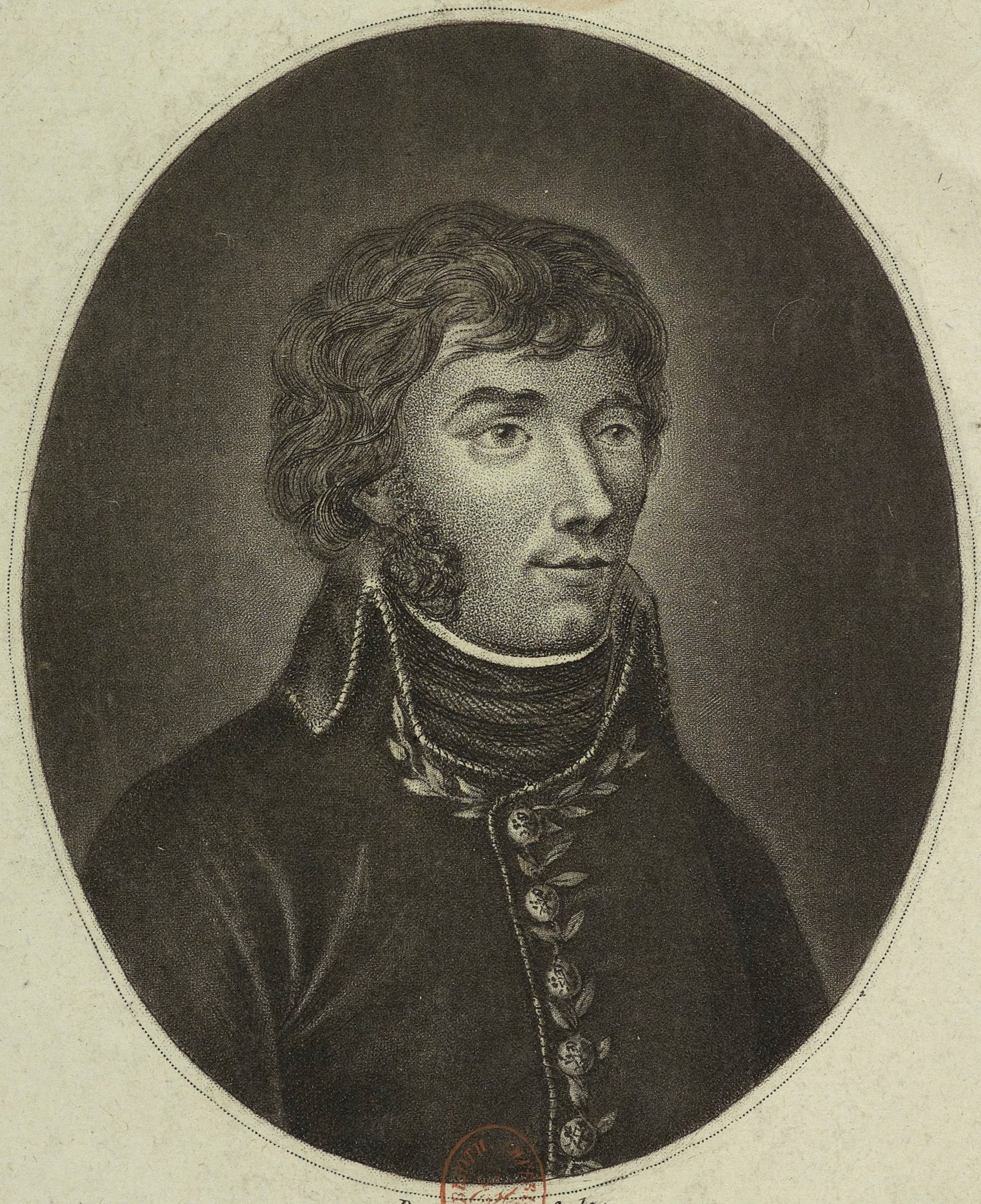
Jean Joseph Amable Humbert

Jean Joseph Amable Humbert (* 22. August 1767 in Saint-Nabord, Département Vosges; † 3. Januar 1823 in New Orleans, Louisiana) war ein französischer General.

## Leben
Humbert war der einzige Sohn des Bauern Jean Joseph Humbert (1740–1806) und dessen Ehefrau Catherine Rivat (1738–1770) und er hatte noch zwei Schwestern. Nach nur kurzer Schulzeit begann Humbert im väterlichen Betrieb mitzuarbeiten.
Im Juli 1789 trat Humbert in die Garde nationale von Lyon ein und wurde noch im selben Jahr zum Sergeant befördert. Er konnte sich bei verschiedenen Gelegenheiten auszeichnen und seine Karriere führte ihn über den Rang eines Capitaine (11. August 1792) zum Lieutenant-colonel (15. August 1792). Weitere Versetzungen folgten und 1794 kam er zur Armée du Rhin unter General Lazare Hoche. Unter dessen Befehl war Humbert für kurze Zeit Kommandant von Vitré (Département Ille-et-Vilaine) und nahm während der Expedition nach Quiberon an der Schlacht um Quiberon teil.
Zwei Jahre später nahm Humbert im Rang eines général de brigade unter Hoches Befehl an der Expedition d’Irlande teil, um die Society of United Irishmen in ihrem Kampf um Unabhängigkeit zu unterstützen. Das Unternehmen scheiterte und die Invasionstruppen mussten sich zurückziehen. Am 13. Januar 1797, auf der Rückfahrt nach Frankreich auf dem Linienschiff Droits de l’homme, wurde der Stab General Hoches (darunter auch Humbert) von den britischen Schiffen HMS Indefatigable und HMS Amazon angegriffen und nahe der Île de Batz versenkt. Humbert gehörte zu den wenigen Überlebenden.
Nach kurzer Rekonvaleszenz wurde er zur Armée de Sambre-et-Meuse versetzt. Dort befehligte er einen Truppenteil, der 1798 noch einmal nach Irland aufbrechen sollte. Am 23. August 1798 brachte ein Schiff Humbert und seine Männer nach Killala (County Mayo). Bereits vier Tagre später kämpften sie erfolgreich in der Schlacht bei Castlebar. Doch nach weiteren Scharmützeln wurden sie in der Schlacht bei Ballinamuck (8. September 1798) vernichtend geschlagen. Die überlebenden französischen Offiziere wurden als Kriegsgefangene zurück in ihre Heimat geschickt.
Nach weiteren Kriegseinsätzen kam Humbert zur Armée de Mayence in den Stab von General Jean-Baptiste Jourdan und kämpfte u. a. Ende September 1799 in der Schlacht um Zürich. Er konnte sich durch Tapferkeit auszeichnen und Anfang 1800 erfolgte dann seine Ernennung zum général de division. Ende 1800 kam Humbert in den Stab von General Charles Victoire Emmanuel Leclerc, der eine Invasionsarmee gegen die Kolonie Saint-Domingue (Hispaniola) aufstellte. Auf Befehl des Ersten Konsuls Napoleon Bonaparte sollte die Haitianische Revolution beendet, zumindest aber Toussaint Louverture und seine Truppen geschlagen werden.
Spätestens als General Leclerc am Gelbfieber starb und man sich um seine Nachfolge stritt, galt die Invasion als gescheitert. Durch eine Anklage wegen „Unterstützung der Aufständischen“ wurde Humbert durch General Jean-Baptiste Brunet entmachtet und zurück nach Frankreich geschickt. Einem Gerücht nach könnte auch eine Affäre mit Pauline Bonaparte, der Schwester Napoleons und Ehefrau des kommandierenden Generals Leclerc, Anlass dafür gewesen sein.
Im Oktober 1802 traf Humbert wieder in Frankreich ein. Im Januar 1803 von Napoleon persönlich degradiert, ließ sich Humbert bei Lorient (Département Morbihan) nieder. Um dem Verlust seines Halbsolds zu entgehen, versuchte Humbert Ende 1810 in der gerade aufgestellten Armée du Nord unter Maréchal d’Empire Jean-Baptiste Bessières zu reüssieren. Als dies misslang, wanderte Humbert in die USA aus und ließ sich in New Orleans nieder. Dort machte er Bekanntschaft mit dem Freibeuter Jean Laffite und anderen Franzosen, die von Saint-Domingue nach Louisiana geflüchtet waren.
Er kämpfte 1812 im Britisch-Amerikanischen Krieg und konnte sich in der Schlacht von New Orleans (8. Januar 1815) ebenfalls durch Tapferkeit auszeichnen. Der amerikanische General Andrew Jackson bedankte sich öffentlich bei Humbert für dessen Einsatz in diesem Krieg.
Anschließend versuchte Humbert im mexikanischen Unabhängigkeitskrieg mitzuwirken. Nach dem Vertrag von Córdoba (24. August 1821) kehrte er nach Louisiana zurück und ließ sich in New Orleans nieder. Er schloss sich dort der Freimaurer-Loge Étoile polaire (Nordstern) an und verdiente sich seinen Lebensunterhalt als Lehrer. General Jean Joseph Amable Humbert stab am 3. Januar 1823 in New Orleans und fand dort auch seine letzte Ruhestätte.

## Ehrungen
- Am 11. Mai 1898 wurde an der Humbert Street in Ballina (County Mayo) anlässlich der 100. Wiederkehr der französischen Landung ein Denkmal für General Humbert enthüllt.
- 1998 wurde zum 200. Gedenktag des Aufstandes von 1798 von der Bildhauerin Carmel Gallagher in Killala (County Mayo) eine Büste von General Humbert enthüllt